# Israel i olympiska spelen
Israel deltog första gången vid olympiska sommarspelen 1952 i Helsingfors och har sedan dess varit med vid varje olympiskt sommarspel, förutom vid de olympiska sommarspelen 1980 i Moskva då de deltog i den av USA ledda bojkotten mot spelen. De debuterade i de olympiska vinterspelen 1994 i Lillehammer och därefter deltagit i alla de olympiska vinterspelen sedan dess.
Vid den så kallade Münchenmassakern vid de olympiska sommarspelen 1972 i München dödades elva israeliska deltagare av den palestinska terroristorganisationen Svarta september.
Israel har totalt vunnit 20 medaljer, alla på sommar-OS.

## Medaljer
| Guld | Silver | Brons | Totalt antal medaljer |
| ---- | ------ | ----- | --------------------- |
| 4    | 6      | 10    | 20                    |

### Samtliga medaljörer
| Gren                                            | Spel        | Namn | Guld | Silver | Brons |
| Judo, Halv mellanvikt, damer                    | 1992 sommar | Yael Arad |      | X      |       |
| Judo, Lättvikt, herrar                          | 1992 sommar | Oren Smadja |      |        | X     |
| Segling, Mistral, herrar                        | 1996 sommar | Gal Fridman |      |        | X     |
| Kanotsport, K-1 500 m, herrar                   | 2000 sommar | Michael Kolganov |      |        | X     |
| Judo, Halv tungvikt, herrar                     | 2004 sommar | Ariel Zeevi |      |        | X     |
| Segling, Mistral, herrar                        | 2004 sommar | Gal Fridman | X    |        |       |
| Segling, RS:X, herrar                           | 2008 sommar | Shahar Zubari |      |        | X     |
| Judo, Halv mellanvikt, damer                    | 2016 sommar | Yarden Gerbi |      |        | X     |
| Judo, Tungvikt, herrar                          | 2016 sommar | Or Sasson |      |        | X     |
| Taekwondo, Flugvikt, damer                      | 2020 sommar | Abishag Semberg |      |        | X     |
| Judo, Mixedlag                                  | 2020 sommar | Tohar Butbul, Raz Hershko, Li Kochman, Inbar Lanir, Sagi Muki, Timna Nelson-Levy, Peter Paltchik, Shira Rishony, Or Sasson, Gili Sharir och Baruch Shmailov |      |        | X     |
| Gymnastik, Artistisk, Fristående, herrar        | 2020 sommar | Artem Dolgopyat | X    |        |       |
| Gymnastik, Rytmisk, Individuell mångkamp, damer | 2020 sommar | Linoy Ashram | X    |        |       |
| Segling, IQFoil, herrar                         | 2024 sommar | Tom Reuveny | X    |        |       |
| Judo, Halv tungvikt, damer                      | 2024 sommar | Inbar Lanir |      | X      |       |
| Judo, Tungvikt, damer                           | 2024 sommar | Raz Hershko |      | X      |       |
| Segling, IQFoil, damer                          | 2024 sommar | Sharon Kantor |      | X      |       |
| Gymnastik, Artistisk fristående, herrar         | 2024 sommar | Artem Dolgopyat |      | X      |       |
| Gymnastik, Rytmisk, truppmångkamp, damer        | 2024 sommar | Ofir Shaham, Diana Svertsov, Adar Friedmann, Romi Paritzki, Shani Bakanov                                                                                   |      | X      |       |
| Judo, Halv tungvikt, herrar                     | 2024 sommar | Peter Paltchik |      |        | X     |